# センショウグモ科
センショウグモ科（センショウグモか、英: Mimetidae）は節足動物門鋏角亜門クモ綱クモ目の群のひとつである。センショウグモ科のクモは、丸い腹部に細長い脚を持つ。歩脚には鋭い棘が並ぶ。
いわゆる造網性のクモに近いものではあるが、網を張ることはなく、他のクモの網に入り込んで、その網の主を捕らえて餌とする。和名のセンショウグモは戦勝蜘蛛の意で、他のクモとの戦いに勝つことからつけられた。英名は Pirate Spider、つまり海賊蜘蛛という。クモを専門にねらうクモは他にもいくつかの群に見られるが、この科のものはすべてこの習性を持っている。

## 特徴
足は長く、特に第一，第二脚がよく発達する。またこの二本の歩脚の前の縁に長短の刺毛が交互に並んでいるのが特徴である。これは獲物を狩るのに用いられる。色は黄色、褐色から黒っぽいもの、より多くの色を持つものまで様々で、透明な色合いのものはササグモ類に似て見えるとMain(1976)は書いている。しかし基盤の上面を歩き回るよりはぶら下がる姿勢が普通で、全体の雰囲気はヒメグモ類に似ている。
頭胸部には二列に並んだ眼があり、その外側の前後に並ぶ二個（両側眼）は互いに接する。腹部は丸っこくふくらむものが多く、その背面には低い隆起や突起を持つものが多い。糸疣には間疣がある。

## 習性
自らは網を張らず、歩き回っては造網性のクモを襲って食うクモである。そういう意味では徘徊性であるが、その体格は造網性にしか見えない。またクモを襲う場は相手の網の上である。網に侵入しているとき以外は、枝先などに簡単に糸を引いて、それにぶら下がって静止しているのを見ることが多い。
餌は網を張るクモであり、網に入ってクモを襲う。日本のセンショウグモでは、その際に網の糸をこのクモがはじいて振動させ、網の主が接近したところを捕らえる。同様の行動は他の種にも知られており、なぜ振動で誘引されるかについては、以下のような説がある。
- 虫がかかったときの振動に似せた振動であり、網主が餌と間違えて近寄る。
- 造網性のクモには雄が雌を誘うのに糸の振動を使う種が多く、これに似せた振動によって誘われる。

の二つで、種によって異なるらしい。いずれも振動を使った擬態と言うことが出来る。どちらでもないものもあるとの説もあるが、はっきりしていない。他に、素早く網主に接近して捕らえる、逆にそっと忍び寄るように接近してから襲いかかる例も知られている。

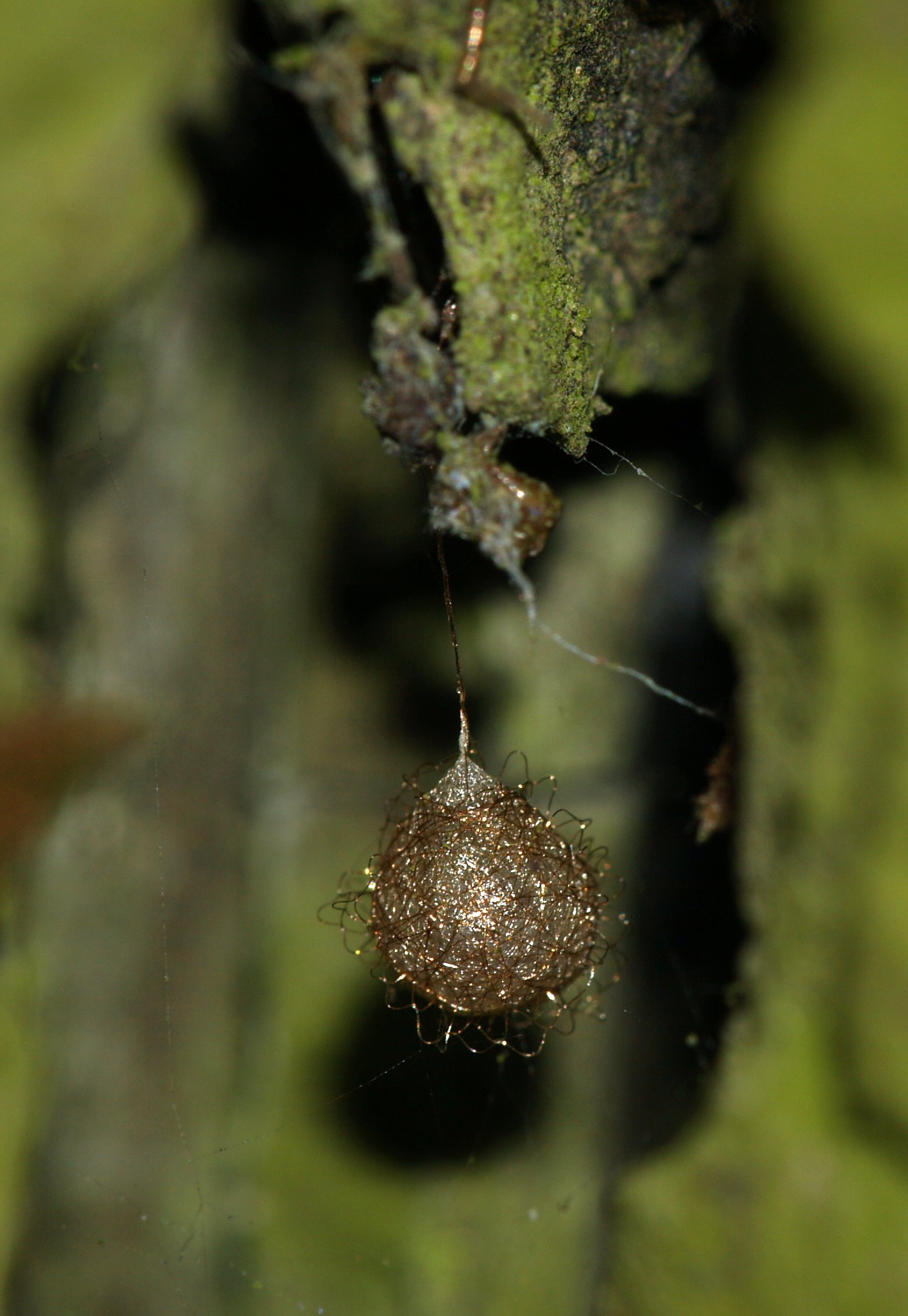
キタセンショウグモの卵嚢

卵は丸っこい卵嚢に包んで生む。卵嚢には長い柄があってぶら下げるようになっており、やや陰になった場所、岩の陰などにぶら下げて放置される。

## 分類
世界に12属170種ほどが知られ、その多くはセンショウグモ属とハラビロセンショウグモ属に含まれる。日本からはこの2属に7種が知られ、中でもセンショウグモは普通種である。詳細はセンショウグモ科の属種を参照のこと。以下に日本産の属と代表的な種のみをあげる。
- Ero センショウグモ属；センショウグモ・キタセンショウグモ
- Mimetus ハラビロセンショウグモ属；ハラビロセンショウグモ・オオセンショウグモ